# Graptopetalum paraguayense
A planta-fantasma é uma espécie de planta suculenta da família Crassulaceae, nativa de Tamaulipas, México. Também é conhecida como planta-madrepérola, e Sedum weinbergii é nome científico sinônimo. Não deve ser confundida com a Monotropa uniflora, também conhecida como planta-fantasma. A G. paraguayense tem flores brancas em forma de estrela. Deve ter um solo rico em matéria orgânica, solto e muito bem drenado. Como qualquer outra suculenta, a planta-fantasma não tolera muita água, e por isso só deve ser regada quando o solo estiver seco. Gosta de boa luminosidade, e uma adubação na primavera faz bem.